# Ian and Sylvia
Ian and Sylvia (ibland skrivet Ian & Sylvia) var en kanadensisk musikduo bildad 1959 och bestående av Ian Tyson och Sylvia Tyson (född Sylvia Fricker). De framförde folkmusik och country. De gifte sig 1964 och skilde sig 1975. Samma år slutade de uppträda tillsammans.
De slog igenom 1964 med låten "Four Strong Winds". 1965 fick gruppen We Five en stor singelhit i USA med Sylvia Tysons låt "You Were on My Mind". Mot slutet av 1960-talet ändrade de inriktning och började framföra countryrock. Efter att duon upplösts inledde båda solokarriärer.

## Diskografi, album
Album
- Ian & Sylvia (1962)
- Four Strong Winds (1964)
- Northern Journey (1964)
- Early Morning Rain (1965)
- Play One More (1966)
- So Much for Dreaming (1967)
- Lovin' Sound (1967)
- Nashville (1967)
- Full Circle (1968)
- Great Speckled Bird (1970)
- Ian and Sylvia (1971)
- You Were on My Mind (1972)
- Live at Newport (1996)

Singlar
- "Early Morning Rain" (1965)
- "Lovin' Sound" (1967)
- "Creators of Rain" (1971)
- "More Often Than Not" (1971)
- "You Were on My Mind" (1972)